# Statens Jordlovsudvalg
Statens Jordlovsudvalg blev nedsat af landbrugsminister Kristjan Pedersen i november 1919 og havde til opgave at administrere de fire jordlove, der blev resultatet af Landbokommissionens arbejde. Denne havde siden 1911 forberedt lovgivning vedrørende jordspørgsmålet, idet regeringen og især Det Radikale Venstre ønskede fremskaffet jord til udstykning til husmandsbrug.
Jorden hertil skulle tilvejebringes fra præstegårdsjorderne, som allerede var offentlig ejendom, fra majoratsjord (len og stamhuse) og i et vist omfang ved frasalg af anden offentligt ejet jord.
Jordlovsudvalgets første formand blev husmand Niels Frederiksen, der var medlem af Folketinget for Det Radikale Venstre og formand for De Samvirkende Sjællandske Husmandsforeninger. Medlemmerne var udpeget blandt Rigsdagens partier.

## Baggrund
Lensgodserne var etableret i den tidlige enevælde, og de kunne i egenskab af stamhuse ikke sælges eller deles ved arv. Denne ejerform var i modstrid med det liberale samfunds principper, og i grundloven af 1849 blev det i § 98 bestemt, at "Intet len, stamhus eller fideikommisgods kan for fremtiden oprettes; det skal ved lov nærmere ordnes, hvorledes de nu bestående kan overgå til fri ejendom."
Først i 1909 blev der nedsat en kommission, der skulle udarbejde forslag til lens, stamhuses og fideikommisgodsers overgang til fri ejendom. Kommissionen afgav en betænkning i 1913 men var ved afgivelsen delt i 6 mindretal, som hver stillede egne forslag. Kommissionens arbejde førte derfor ikke til nogen løsning på spørgsmålet.
I 1911 var imidlertid nedsat en ny landbokommission, der blandt andet skulle fremkomme med forslag til nye former for brug af jord i offentlig eje. I 1916 afgav denne kommission sin første delbetænkning, som indeholdt forslag til bestemmelser om landbrugets kreditforhold og om oprettelse af såkaldte jordrentebrug; jordrenteprincippet var blevet udformet i et underudvalg ledet af daværende kontorchef, senere departementschef, K. Riis-Hansen. I 1917 fremsatte 11 af denne kommissions 15 medlemmer til Landbrugsministeriet et forslag til lens og stamhuses overgang til fri ejendom, og dette forslag blev overvejende fulgt ved udarbejdelsen af et lovforslag herom, dog med visse præciseringer. Lovforslaget skulle opfylde to formål: dels skulle det opfylde grundlovens løfteparagraf, dels skulle det skaffe jord og penge til at fremme en udstykning og oprettelse af statshusmandsbrug til supplement af en lovgivning herom fra 1899.

### Lovkomplekset
Lov af 4/10 1919 om Lens, Stamhuse og Fideikommisgodsers Overgang til fri Ejendom indeholdt bestemmelser, hvorefter ejere af len, stamhuse og fideikommisgodser skulle få ret til at overtage besiddelsen til fri ejendom mod at indbetale 25% af værdien til staten, såfremt der påhvilede hjemfaldsret til staten (det vil sige, hvor statutterne fastslog, at majoratet tilfaldt staten i de tilfælde, hvor mandslinjen i besidderens familie døde ud), og 20% af værdien af øvrige jordbesiddelser. Desuden skulle de, mod erstatning, overdrage staten en tredjedel af deres besiddelser.
Lov af 4/10 om Afhændelse af de til Præsteembeder henlagte Jorder til Oprettelse af Husmandsbrug indeholdt bestemmelser om, at jord tilhørende præstegårde, som var egnede til landbrugsdrift, skulle udstykkes og som hovedregel sælges som parceller af en størrelse, der muliggjorde oprettelse af et husmandsbrug stort nok til at brødføde en familie ved dennes egen arbejdskraft; mindre jordstykker kunne sælges som tillægsjord til eksisterende bedrifter. Som overgangsbestemmelser blev fastlagt, at hvis præsten selv drev jorden, skulle udstykningen ske ved embedsledighed, og hvis jorden var forpagtet bort, skulle udstykningen ske ved udløbet af forpagtningsaftalen.
Lov af 4/10 1919 om Vilkaar for Bortsalg af Jord i offentlig Eje indeholdt bestemmelser om, at jord i statens eje (domænejord) egnet til landbrugsdrift kun måtte sælges på de vilkår, der var fastlagt i loven. Som hovedregel skulle jorden udstykkes i parceller, der var store nok til at oprette husmandsbrug, der kunne brødføde en familie ved dennes egen arbejdskraft, mens mindre parceller skulle sælges som tillægsjord til eksisterende brug.
Ved overtagelse af en parcel skulle køberen ikke betale nogen købesum, men skulle give en statslig Jordfond oprettet under Finansministeriet en uindløselig prioritet i jorden og heraf betale rente (deraf udtrykket jordrentebrug). Jordrenten skulle betales to gange om året og fastsattes i første omgang til 2¼% pr. termin af jordens værdi således, som denne var fastsat ved en særlig vurdering, der skulle svare til den pris, som en rimelig fornuftig køber kunne forventes at ville betale for jorden, dersom den hørte under en middelstor bondegård. Denne vurdering skulle tages op til genvurdering efter hver almindelig vurdering til ejendomsskyld. Rentesatsen skulle på sin side følge renteniveauet for langfristede obligationer. Desuden kunne der ydes tilskud til opførelse af bygninger på ejendommen. Det var en betingelse, at der blev drevet landbrug på ejendommen, det vil sige, at der til enhver tid skulle holdes en besætning og et inventar for at opfylde denne forpligtelse. Ligeledes skulle de til driften nødvendige bygninger holdes i god stand. Der skulle føres tilsyn for at sikre, at disse betingelser blev overholdt.
Disse betingelser var politisk betingede. Især Det Radikale Venstre var præget af den amerikanske økonom og filosof Henry Georges ideer om samfundets principielle ret til at eje al jord og overdrage den til brugerne mod, at disse betalte en løbende jordrente af jordens værdi.

### Retssagen
Loven om lensafløsning blev for første gang i grundlovens historie prøvet ved Højesteret, idet lensbesidderne mente, reformen ikke var i overensstemmelse med grundlovens bestemmelser om fuld kompensation. Højesteret afgjorde, at loven ikke var i modstrid med grundloven.

## Virksomhed
For at administrere det nye jordlovskompleks oprettedes Statens Jordlovsudvalg i november 1919. Opgaven at indlede forhandlinger med lensbesidderne blev overdraget de lensnævn, der blev nedsat til formålet, og efter forhandlingernes afslutning blev den afståede jord overdraget Jordlovsudvalget til udstykning og videre disposition. I de første år gik denne proces forholdsvis hurtigt, og den var afsluttet i 1932.
Fra de 74 majorater, der blev afløst, blev afgivet 15.115 hektar, som blev udstykket til 2.307 husmandsbrug samtidig med, at 738 eksisterende små brug fik tilført ekstra jord. Samtidig blev præstegårdsjordens ca. 12.000 hektar udstykket til ca. 1.800 nye brug, og fra 38 såkaldte domænegårde i Sønderjylland, som den danske stat fik rådighed over efter Genforeningen, forestod jordlovsudvalget udstykning af yderligere 320 brug og 81 tillægsparceller mellem 1923 og 1938. Jordlovsudvalget sondrede således mellem lensjord, præstegårdsjord og domænejord.
Der ud over indkøbte jordlovsudvalget også jord på anden vis og udstykkede den.

## Efter 2. verdenskrig
I årtierne efter 2. verdenskrig ændrede situationen og den offentlige tankegang med hensyn til den hensigtsmæssige strukturudvikling i landbruget karakter. Fra 1960'erne blev jordlovsudvalgets rolle ændret til at støtte sammenlægning af landbrugsejendomme, og i 1982 blev udvalget nedlagt.